# George M. Dallas
George Mifflin Dallas, född 10 juli 1792 i Philadelphia, död där 31 december 1864, var en amerikansk demokratisk politiker och USA:s elfte vicepresident.
Dallas var son till Alexander J. Dallas som var USA:s finansminister i president James Madisons kabinett. George M. Dallas utexaminerades 1810 från College of New Jersey (som numera heter Princeton University). 1813–1814 tjänstgjorde han som privatsekreterare till Albert Gallatin, USA:s sändebud till Tsarryssland. Efter återkomsten till USA arbetade Dallas som advokat i  New York. 1817 återvände han till Philadelphia och var stadens borgmästare 1828–1829. Han var ledamot av USA:s senat från Pennsylvania 1831–1833.
President Martin Van Buren utnämnde Dallas till USA:s minister i Sankt Petersburg 1837. Hans fulla titel var Envoy Extraordinary and Minister Plenipotentiary.  Han återkallades 1839 på sin egen begäran. 1844 valde demokraterna James K. Polk som partiets presidentkandidat och Dallas valdes till Polks vicepresidentkandidat. Demokraterna vann valet och Dallas var USA:s vicepresident 1845–1849.
President Franklin Pierce utnämnde Dallas till USA:s minister i London 1856. Efter fem år i Storbritannien återvände han till hemstaden Philadelphia 1861. Hans grav finns på St. Peter's Churchyard i Philadelphia. Olika städer i USA har fått sina namn efter George M. Dallas och hans släktingar. Medan det är oklart om storstaden Dallas i Texas har fått sitt namn efter honom (grundaren John Neely Bryan sade att namnet var efter hans vän Dallas utan att vara mer specifik), har till exempel Dallas, Georgia och Dallas, North Carolina fått sina namn efter George M. Dallas.